# 橘隆志 (プロレスラー)
橘 隆志（たちばな たかし、1978年6月23日 - ）は、日本のプロレスラー。

## 経歴
- 2000年4月29日、大阪プロレスの対大王QUALLT戦でデビュー。
- 2002年7月、家庭の事情から引退。
- 2017年7月16日、道頓堀プロレス大阪府立体育会館第2競技場大会でHUBとタッグを組んで対マグニチュード岸和田&内田祥一組戦で再デビュー。
- 9月23日、道頓堀プロレスに入団。

## 得意技
橘式抱え込み落とし
河津落とし
スピアー

## 入場曲
- Don't Give a Fuck（スイサイダル・テンデンシーズ）

## タイトル歴
- WDWタッグ王座